# Liste der Naturschutzgebiete im Landkreis St. Wendel
Im Landkreis St. Wendel gibt es 19 Naturschutzgebiete.
| Name des Gebietes                        | Bild           | Kennung        | WDPA      | Landkreis / Stadt                           | Beschreibung / Bemerkungen | Standort | Fläche in Hektar | Datum der Verordnung |
| ---------------------------------------- | -------------- | -------------- | --------- | ------------------------------------------- | -------------------------- | -------- | ---------------- | -------------------- |
| Blieswiesen Niederlinxweiler / Ottweiler |                | NSG-071        | 162457    | Landkreis St. Wendel, Landkreis Neunkirchen |                            | Position | 29,50            | 17.04.1993           |
| Bostalsee (Naturschutzgebiet)            | weitere Bilder | NSG-N-6408-304 | 555632894 | Landkreis St. Wendel                        |                            | Position | 53,41            | 24.06.2016           |
| Bruchwald südlich Selbach                |                | NSG-079        | 162585    | Landkreis St. Wendel                        |                            | Position | 35,00            | 04.05.1996           |
| Dollberg                                 |                | NSG-007        | 81535     | Landkreis St. Wendel                        |                            | Position | 29,87            | 29.03.1991           |
| Frankenbacher Hof (Naturwaldzelle)       |                | NSG-098        | 318410    | Landkreis St. Wendel, Landkreis Neunkirchen |                            | Position | 40,50            | 07.04.2000           |
| Hofberg bei Reitscheid                   |                | NSG-N-6409-303 | 555579369 | Landkreis St. Wendel                        |                            | Position | 48,30            | 16.01.2015           |
| Holzhauser Wald bei Türkismühle          |                | NSG-N-6408-301 | 555521497 | Landkreis St. Wendel                        |                            | Position | 376,92           | 12.02.2016           |
| Kahlenberg (Naturwaldzelle)              |                | NSG-097        | 318617    | Landkreis St. Wendel                        |                            | Position | 67,00            | 07.04.2000           |
| Moosbruch                                |                | NSG-053        | 164686    | Landkreis St. Wendel                        |                            | Position | 11,00            | 08.09.1989           |
| Ostertal                                 |                | NSG-N-6509-301 | 555537796 | Landkreis St. Wendel                        |                            | Position | 467,00           | 01.02.2017           |
| Schloßberg bei Hofeld                    |                | NSG-001        | 165418    | Landkreis St. Wendel                        |                            | Position | 10,00            | 27.02.1937           |
| Steinberg Oberlinxweiler / Remmesweiler  | weitere Bilder | NSG-087        | 319142    | Landkreis St. Wendel                        |                            | Position | 48,00            | 31.12.1999           |
| Steinbrüche Hirst und Gassenheck         |                | NSG-054        | 165712    | Landkreis St. Wendel                        |                            | Position | 20,00            | 04.11.1989           |
| Südteil des Nohfeldener Rhyolith-Massivs |                | NSG-N-6408-308 | 555638659 | Landkreis St. Wendel                        |                            | Position | 73,00            | 24.10.2017           |
| Täler der Ill und ihrer Nebenbäche       | weitere Bilder | NSG-104        | 319195    | Landkreis Neunkirchen, Landkreis St. Wendel |                            | Position | 1045,00          | 04.03.2005           |
| Weiherbruch und Rohrbachwiesen           |                | NSG-018        | 82876     | Landkreis St. Wendel                        |                            | Position | 19,66            | 02.12.1983           |
| Weisselberg                              |                | NSG-N-6409-305 | 555579365 | Landkreis St. Wendel                        |                            | Position | 101,30           | 16.01.2015           |
| Wiesenkomplex bei Eisen                  |                | NSG-N-6308-302 | 555632893 | Landkreis St. Wendel                        |                            | Position | 90,00            | 28.11.2016           |
| Wiesenlandschaft bei Überroth            | weitere Bilder | NSG-N-6407-307 | 555521495 | Landkreis St. Wendel, Landkreis Saarlouis   |                            | Position | 287,00           | 11.12.2015           |

Ehemalige Naturschutzgebiete:
| Name des Gebietes                                  | Bild           | Kennung | WDPA   | Landkreis / Stadt    | Beschreibung / Bemerkungen | Standort | Fläche in Hektar | Datum der Verordnung |
| -------------------------------------------------- | -------------- | ------- | ------ | -------------------- | -------------------------- | -------- | ---------------- | -------------------- |
| Labachtal - Lauberberghang                         |                | NSG-074 | 164313 | Landkreis St. Wendel |                            | Position | 51,00            | 31.12.1994           |
| Leitersweiler Buchen - Tiefenbachtal - Osterwiesen |                | NSG-045 | 164426 | Landkreis St. Wendel |                            | Position | 112,26           | 21.10.1988           |
| Oberthaler Bruch                                   |                | NSG-021 | 164904 | Landkreis St. Wendel |                            | Position | 52,64            | 21.12.1984           |
| Ostertal zwischen Herchweiler und Marth            | weitere Bilder | NSG-103 | 318924 | Landkreis St. Wendel |                            | Position | 72,00            | 23.08.2002           |
| Wiesen bei Sötern - Waldbach                       |                | NSG-107 | 329721 | Landkreis St. Wendel |                            | Position | 15,00            | 06.02.2004           |
| Wiesen nördlich Eisen                              |                | NSG-101 | 319330 | Landkreis St. Wendel |                            | Position | 67,00            | 16.11.2001           |

## Quelle
- Landesamt für Umwelt- und Arbeitsschutz Saarland
- Common Database on Designated Areas Datenbank, Version 14